# Kathak

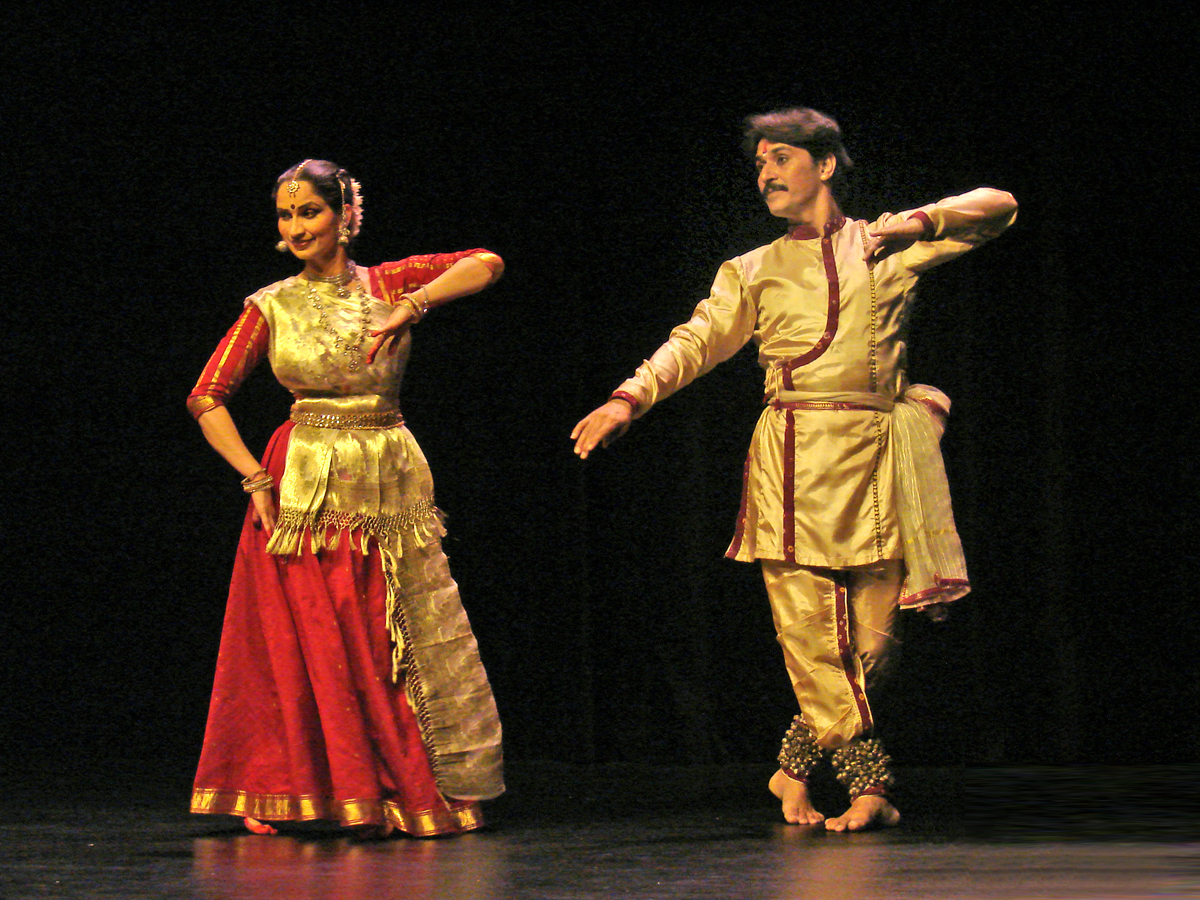
Kathak-opvoering, Parijs, 2007

Kathak is een van de acht klassieke dansstijlen uit India.
Net als veel andere Indiase klassieke dansen, is kathak gebaseerd op het boek Natyasastra (200-100 voor Chr.) van de theater- en muziekkenner Bharata Muni. De dans bevat als enige elementen uit zowel hindoeïstische als islamitische cultuur. Kathá betekent verhaal en verwijst naar het karakter van de dans die werd opgevoerd door verhalenvertellers die rondtrokken om hun mythologische en religieuze verhalen met dans en muziek over te brengen.
De dans komt van oorsprong uit het noorden en westen van India. Nadat de mogul-vorsten naar de hoven verplaatst werden, veranderde de dans omdat er op de hoven weinig belangstelling was voor de verhalende dansen over god. De dans ging over naar abstractere stijlen, met snelle pirouettes, complexe ritmes en dramatische pauzes. Door deze ontwikkeling onderging de kathak in de 18e eeuw een bloeiperiode. Een populair onderwerp voor de dans is de liefde.
Kathak is moeilijk aan te leren en vergt opleiding om alle technieken goed te kunnen leren. De dans wordt solo opgevoerd. In tegenstelling tot verschillende andere klassieke dansen, staat de danser rechtop en bewegen de handen vloeiend, scherp en afwisselend. Daarbij is er veel plaats voor het voetenwerk.
De dansers begeleiden zich met belletjes aan de enkels, gunhgru's genaamd. Daarbij worden zij door muzikanten begeleid met trommels en andere muziekinstrumenten, zoals de sitar, sarangi, viool of fluit. De drummer en de danser stimuleren elkaar om steeds sneller te gaan, met ingewikkeldere ritmes, wat jugalbandi wordt genoemd.
Door de migratie van Indiërs werd de kathak naar het noordoosten van Zuid-Amerika en het Caraïbisch gebied meegenomen, zoals naar Suriname, waar zich begin jaren 2020 vier scholen bevinden die deze dans onderwijzen.